# Thomas Jefferson (Leichtathlet)
Thomas Theodore Jefferson (* 8. Juni 1962 in Cleveland, Ohio) ist ein ehemaliger US-amerikanischer Leichtathlet und Olympiateilnehmer.
Jefferson gewann bei den Olympischen Spielen 1984 in Los Angeles in persönlicher Bestzeit von 20,26 s die Bronzemedaille im 200-Meter-Lauf hinter den beiden anderen US-Amerikanern Carl Lewis (Gold) und Kirk Baptiste (Silber).
Bei einer Körpergröße von 1,83 m betrug sein Wettkampfgewicht 75 kg.